# Cressely
 (décembre 2023).
Si vous disposez d'ouvrages ou d'articles de référence ou si vous connaissez des sites web de qualité traitant du thème abordé ici, merci de compléter l'article en donnant les références utiles à sa vérifiabilité et en les liant à la section « Notes et références ».
Cressely est un hameau de la commune de Magny-les-Hameaux du département des Yvelines, dans la région Île-de-France, en France, située à 30 km environ au nord-est de Rambouillet.
C'est le plus important des hameaux de la commune de Magny-les-Hameaux et il comporte plusieurs quartiers : le vieux Cressely, le Buisson, Centre-Bourg, la Croix aux Buis. Les principaux commerces se trouvent dans le Centre-Bourg et au Buisson.

## Toponymie
Le nom « Cressely » (crest/crête) vient sans doute du fait que la ville se situe sur un plateau bordé de deux vallées.

## Histoire récente
1934, Vente des terres de Cressely à des ouvriers de l'ouest parisien.
1945, Le hameau de Cressely commence à être électrifié.
1952, l'eau courante arrive à Cressely.
La commune de Magny-les-Hameaux a vécu un essor considérable entre les années 1974 et 1977 à la suite de son entrée au sein de la ville nouvelle de Saint-Quentin-en-Yvelines. Une ZAC nommée par la suite « Le Buisson », dont la voie « E5 » - rebaptisée « Gérard Philipe » - en est l'accès principal, fut construite à cette période.
Dans les années 2000 fut bâti un centre administratif du côté de l'école Albert Samain.

## Culture récente
Café-culture "L'estaminet", Gymnase Auguste Delaune, Gymnase Chantal Mauduit, Stade Jacques Anquetil, Stade de la pointe de chevincourt, MJC La Mérantaise.

## Divers
"Ferme d’Aigrefoin" (Centre d’aide par le travail)